# Plano Real

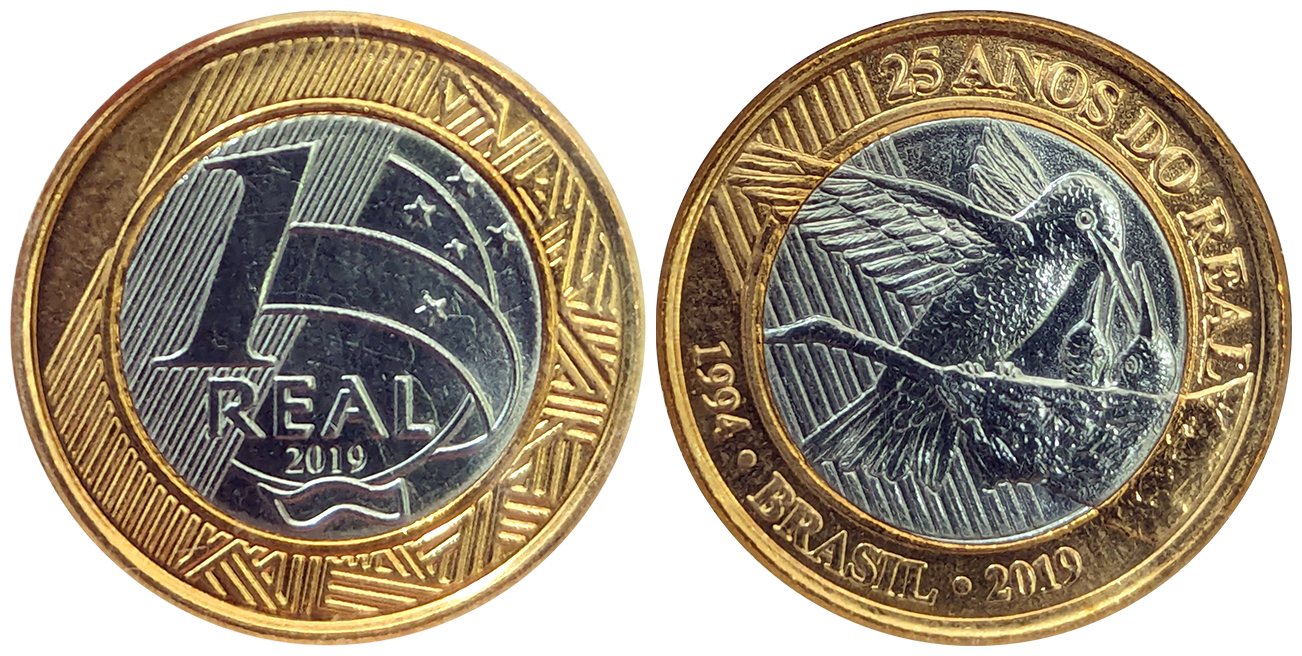
Moeda de 1 real comemorativa de 25 anos do Plano Real, que trouxe estabilidade para a economia brasileira após anos de hiperinflação.

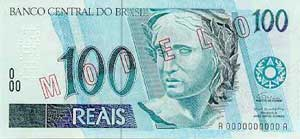
Frente de uma cédula de cem reais, lançada em 1994.

Plano Real foi um programa brasileiro com o objetivo de estabilização e reformas econômicas, iniciado em 27 de fevereiro de 1994 com a publicação da medida provisória número 434, implantado no governo Itamar Franco. Tal medida provisória instituiu a Unidade Real de Valor (URV), estabeleceu regras de conversão e uso de valores monetários, iniciou a desindexação da economia, e determinou o lançamento de uma nova moeda, o real.
O programa foi a mais ampla medida econômica já realizada no Brasil e tinha como objetivo principal o controle da hiperinflação que assolava o país. Utilizou-se de diversos instrumentos econômicos e políticos para a redução da inflação que chegou a 46,58% ao mês em junho de 1994, época do lançamento da nova moeda. A idealização do projeto, a elaboração das medidas do governo e a execução das reformas econômica e monetária contaram com a contribuição de vários economistas, reunidos pelo então Ministro da Fazenda Fernando Henrique Cardoso.
O presidente Itamar Franco autorizou que os trabalhos se dessem de maneira irrestrita e na máxima extensão necessária para o êxito do plano, o que tornou o Ministro da Fazenda no homem mais forte e poderoso de seu governo, e o candidato natural à sua sucessão. Assim, Fernando Henrique, que estivera à frente do Ministério entre maio de 1993 e março de 1994, elegeu-se Presidente do Brasil em outubro do mesmo ano.
Segundo o economista brasileiro João Sayad, o sucesso político dos planos de estabilização, em especial o do Plano Real, o único de longa duração, pode ser atribuído à volta de uma ordem econômica e não à simples extinção do "imposto inflacionário". Mostrou-se um dos mais eficazes da história, reduzindo a inflação (objetivo principal), ampliando o poder de compra da população, e remodelando os setores econômicos nacionais.

## História
Em 19 de maio de 1993, Fernando Henrique Cardoso foi nomeado para o cargo de Ministro da Fazenda pelo Presidente Itamar Franco, assumindo perante o país o compromisso de acabar com a inflação, ou pelo menos reduzi-la. Fernando Henrique ocupava até então o cargo de Ministro das Relações Exteriores. Para elaborar um plano de combate à inflação, o novo ministro buscou reunir uma equipe de economistas. Primeiro, Edmar Bacha, ligado ao PSDB, aceitou o convite do ministro e sugeriu o nome de Winston Fritsch, da PUC Rio, para a Secretaria de Política Econômica. Fritsch, por sua vez, convidou Gustavo Franco para o cargo de secretário adjunto de Política Econômica da Fazenda; posteriormente, Franco ocuparia a diretoria de Assuntos Internacionais do Banco Central. Pedro Malan inicialmente assessorou a equipe econômica de Washington, onde era responsável por renegociar a dívida externa brasileira. Depois, em 1993, assumiu a presidência do Banco Central e, quando FHC foi eleito presidente, Malan tornou-se o ministro da Fazenda. André Lara Resende encarregou-se das negociações das dívidas internacionais quando Malan deixou o posto. O economista Pérsio Arida assumiu a chefia do BNDES em 1993. Clóvis Carvalho, ligado ao PSDB, foi nomeado secretário executivo do Ministério da Fazenda, e coordenava as reuniões e sendo uma espécie de gestor da equipe, embora não fosse economista.
Em 1º de agosto de 1993, o ministro promoveu a sétima mudança de moeda do Brasil, de cruzeiro para cruzeiro real, para efeito de ajuste de valores. A intenção do governo era repetir mais uma vez a prática de "cortar três zeros", porém, no mesmo mês de lançamento do cruzeiro real a inflação foi de 33,53% e, em janeiro de 1994, de 42,19%.
A partir de 28 de fevereiro de 1994, como efeito da Medida Provisória nº 434, iniciou-se a publicação dos valores diários da Unidade Real de Valor (URV), baseados nos índices IPCA-E do IBGE, IPC da FIPE e IGM-M da FGV. A URV serviria como moeda escritural para todas as transações econômicas, com conversão obrigatória de valores, promovendo uma desindexação geral da economia. A MP número 434 foi reeditada pelas MPs números 482 e 457, e transformada posteriormente nas leis número 8 880 e número 9 069 que transformava a URV em Real e atrelava cada Real ao dólar americano, de forma que cada Real valia um dólar.

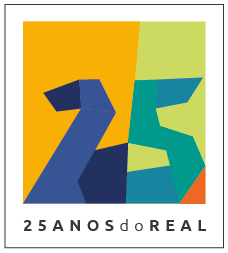
Marca comemorativa dos 25 anos do Plano Real emitida pelo Banco Central do Brasil em 2019.

A partir de 1 de março de 1994, passou a vigorar a emenda constitucional de revisão número 1 (esses dispositivos foram novamente alterados pela emenda constitucional número 10, em 4 de março de 1996), que criou o Fundo Social de Emergência (FSE) considerado essencial para o êxito do plano. A emenda produziu a desvinculação de verbas do orçamento da União, direcionando os recursos para o fundo, que daria ao governo margem para remanejar e/ou cortar gastos supérfluos. Os gastos do governo contribuíam grandemente para a hiperinflação, uma vez que a máquina do Estado brasileiro era grande, dispendiosa e ávida por mais recursos. Poucas horas antes, o Ministro FHC foi à televisão e, em pronunciamento oficial em rede nacional, conclamando ao Congresso Nacional para que aprovasse a emenda à Constituição Federal.
Em 30 de março, Rubens Ricupero assumiu o Ministério da Fazenda para substituir Fernando Henrique, que deixou o governo para se candidatar à Presidência da República. Em 30 de junho de 1994, encaminhou ao presidente Itamar Franco a exposição de motivos para a implantação do Plano Real. Ricupero caiu poucos meses depois, em 6 de setembro, devido à repercussão na imprensa do que se chamou "escândalo da parabólica", assumindo em seu lugar Ciro Gomes, que participava de reuniões semanais com grupo técnico de acadêmicos da área econômica, que planejavam sua implantação estando ligados na época ao PSDB.
Em 1º de julho de 1994, houve a culminância do programa de estabilização, com o lançamento da nova moeda, o real (R$). Toda a base monetária brasileira foi trocada de acordo com a paridade legalmente estabelecida: CR$ 2 750,00 para cada R$ 1,00. A inflação acumulada até julho foi de 815,60%, e a primeira inflação registrada sob efeito da nova moeda foi de 6,08%, mínima recorde em muitos anos.
Desde 1942, foram feitas muitas reformas das quais nasceram seis novas moedas, a saber: cruzeiro novo (1967), cruzeiro (1970), cruzado (1986), cruzado novo (1989), cruzeiro (1990) e cruzeiro real (1993). A inflação acumulada de 1965 até 1994 foi de aproximadamente 1 142 332 741 811 850% (IGP-DI). O resultado positivo do Plano Real tem influenciado a política econômica brasileira desde então.

### Resumo do plano
O Plano Real foi um programa definitivo de combate à hiperinflação implantado em três etapas, a saber:
1. Período de equilíbrio das contas públicas, com redução de despesas e aumento de receitas, e isto teria ocorrido nos anos de 1993 e 1994;[26]
2. Criação da URV para preservar o poder de compra da massa salarial, evitando medidas de choque como confisco de poupança e quebra de contratos;[26]
3. Lançamento do padrão monetário de nome real, utilizado até os dias atuais.[26]

Após a implantação do plano, durante mais de seis anos, uma grande sequência de reformas estruturais e de gestão pública foram implantadas para dar sustentação à estabilidade econômica, entre elas destacam-se: Privatização de vários setores estatais, o Proer, a criação de agências reguladoras, a Lei de Responsabilidade Fiscal, a liquidação ou venda da maioria dos bancos pertencentes aos governos dos estados, a total renegociação das dívidas de estados e municípios com critérios rigorosos (dívida pública), maior abertura comercial com o exterior, entre outras.[carece de fontes?]
Um funcionário da Casa da Moeda, responsável pelo projeto artístico da empresa, relatou a uma revista que o primeiro comunicado sobre uma outra nova moeda foi feito em novembro de 1993, e a sua produção iniciou-se em janeiro de 1994, estabelecendo um recorde. O Plano Real teria sido idealizado entre setembro de 1993 (época do lançamento do cruzeiro real) e julho de 1994 (lançamento do real).[carece de fontes?]

## Medidas econômicas

### Primeira fase: ajuste fiscal
Os economistas do Plano Real diagnosticaram duas causas para a inflação brasileira: os déficits públicos recorrentes e a inflação inercial. Para lidar com os déficits, a primeira fase do Plano Real propunha realizar um ajuste fiscal. As primeiras medidas do ajuste já ocorriam desde maio de 1993, quando foi lançado o Programa de Ação Imediata (PAI). A outra medida para com este objetivo foi a criação do Fundo Social de Emergência (FSE).
O PAI envolvia políticas de três tipos: a relação financeira entre a União e estados, a situação dos bancos estaduais e uma campanha de combate à sonegação, iniciada no meio de 1993. Em relação ao primeiro ponto, foi iniciado um processo de reestruturação das dívidas dos governos estaduais, em que o governo federal refinanciou 86 bilhões de reais de dívidas estaduais, com juros favoráveis ao longo de trinta anos, em troca do compromisso de que os Estados não contratariam novas dívidas no período. Desde 1994, começaram a ser estipuladas medidas para resgatar bancos estaduais e reduzir o papel desempenhado por eles na economia. Além disso, o governo entedia que o bailout era necessário para impedir uma crise de confiança no sistema bancário. Estabeleceu-se assim, em 1996, o Programa de Incentivo à Redução do Setor Público Estadual na Atividade Bancária, mais conhecido por PROES, visando a reestruturação de bancos estaduais com o uso de recursos do governo federal, que assumiria participação majoritária nas entidades, e provimento de liquidez pelo Banco Central. Em contrapartida, os bancos estaduais concordavam em futuramente passar por processos de privatização ou liquidação. O custoso programa fez com que o governo federal assumisse 75 bilhões de reais de dívidas de bancos estaduais (de um total de 143 bilhões de reais) até o final de 1996, e liberasse 100 bilhões de reais em notas do tesouro em nova rodada de resgate em setembro de 1997.
O FSE, por sua vez, buscava a desvinculação das receitas da União com o objetivo de reduzir a rigidez dos gastos do Estado, o que seria necessário para viabilizar a gestão pública quando cessasse a alta inflação. Foi criado em 1994 como um mecanismo temporário e, em 1996, foi substituído pelo Fundo de Estabilização Fiscal (FEF). Com sua implementação, 20% dos recursos orçamentários deixaram de estar vinculados a despesas específicas, que incluíam repasses para estados e municípios. O FSE permitiria que, durante o processo de estabilização, houvesse menos pressões inflacionárias devido a excessos de despesas, sendo assim, uma medida importante para a gestão fiscal do Estado.
Não obstante as medidas tomadas, o governo não logrou alcançar o equilíbrio fiscal. Pelo contrário, verificou-se deterioração das contas primárias entre 1994 e 1998, em especial após a adoção da nova moeda, além do crescimento das despesas com o setor público durante o mesmo período. O planejamento econômico do governo havia sido otimista em relação à aprovação de reformas estruturais significativas no Congresso, com aquelas que envolviam a autonomia dos Estados e municípios e o funcionalismo público encontrando resistência parlamentar. A ausência de um ajuste fiscal efetivo implicou o crescimento do endividamento e a necessidade de manter altas taxas de juros para controlar a inflação, que inibiam o crescimento econômico.

### Segunda fase: Unidade Real de Valor (URV)
A segunda fase do Plano Real visava a criação de uma quase moeda indexada com o objetivo de eliminar o componente inercial. A Unidade Real de Valor (URV), lançada no dia primeiro de março de 1994, era uma nova moeda que circulava paralelamente ao Cruzeiro Real. A ideia era simular a hiperinflação no Cruzeiro Real enquanto a URV seria mantida atrelada ao dólar, tendo o seu valor em Cruzeiros reajustados diariamente. Para que os reajustes não favorecessem nenhum setor específico, foi utilizado um indexador superior que levava em conta os índices de preços IGP-M, IPCA-E e IPC-Fipe para calcular o reajuste. Contratos governamentais e impostos passaram a ser vinculados à URV. Salários foram fixados em URV a partir da média salarial dos 4 meses anteriores, o que significava que seriam reajustados mensalmente. No mercado privado, a adesão à URV era voluntária e, na prática, foi crescente. Não obstante as transações ainda ocorriam em Cruzeiros Reais, moeda na qual obrigatoriamente ocorria a listagem de preços.
Com a implementação, verificou-se aceleração inflacionária em março, seguido por uma desaceleração em abril e maio. Em junho, último mês em que as duas moedas circularam conjuntamente, registrou-se novo crescimento da inflação, explicado pelo receio de que poderia haver um congelamento de preços. Nesses meses, as duas moedas correspondiam a diferentes funções: a URV era a unidade de conta e o Cruzeiro Real era o meio de pagamento. O lançamento do Real significava a junção das duas funções em uma só moeda.
No momento em que o Real foi lançado, no dia primeiro de julho de 1994, um real equivalia a 2750 cruzeiros. As notas e moedas foram trocadas imediatamente para causar um impacto psicológico de que a inflação havia sido eliminada; em planos anteriores, as notas antigas eram carimbadas e trocadas gradualmente. Com a troca de moeda, registrou-se um aumento imediato da inflação, com empresas elevando os preços para aproveitar da confusão sobre os preços relativos que a introdução de uma nova moeda havia causado. No entanto, os preços começaram a declinar na medida em que os consumidores percebiam a moeda como um possível reserva de valor.

### Terceira fase: âncora nominal e cambial
A terceira fase do Plano Real introduziu uma âncora nominal e uma âncora cambial, com a Medida Provisória 542 estabelecendo a equivalência cambial de um real por um dólar, além de limites para o crescimento da base monetária. No entanto, críticas surgiram devido à vagueza dos mecanismos cambiais, que não traziam um lastro que garantisse a conversibilidade paritária das moedas. Logo depois, foi esclarecido que haveria um teto cambial na relação de um real para um dólar, mas que abaixo disso o real poderia flutuar livremente. O resultado foi a apreciação cambial devido ao fluxo de capitais externos, com o dólar chegando a custar 0,85 real em novembro de 1994.
A âncora nominal formalizava um teto para o crescimento da base monetária até setembro e dezembro de 1994 e março de 1995. Até setembro o limite seria 7,5 bilhões de reais e, até março, 9,5 bilhões de reais. As propostas iniciais foram revisadas, com o governo permitindo que a marca de 9 bilhões fosse ultrapassada em setembro de 1994. Em dezembro, o programa foi abandonado.

## Efeitos

### Imediatos

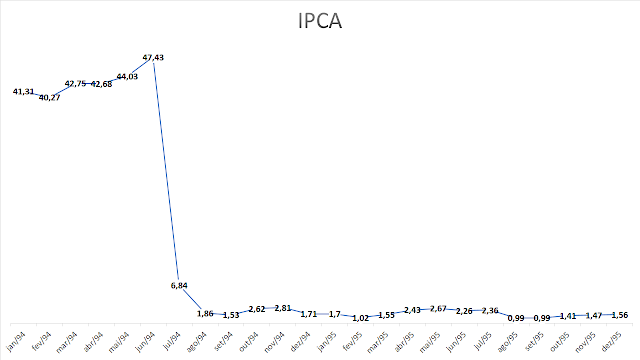
Gráfico do IPCA entre janeiro de 1994 e dezembro de 1995.

O efeito regulador do Plano Real foi imediato e muito positivo em seu propósito. A inflação calculada sobre a URV nos meses de sua vigência (abril a junho) ficou em torno de 3%, enquanto a inflação em cruzeiros reais (CR$) foi de cerca de 190%. Até o início da circulação do real (R$), em 1º de julho de 1994, a inflação acumulada foi de 763,12% (no ano) e 5 153,50% (nos doze meses anteriores).[carece de fontes?]
A inflação que antes consumia o poder aquisitivo da população brasileira, impedindo que as pessoas permanecessem com o dinheiro por muito tempo, principalmente entre o banco e o supermercado, estava agora controlada. O efeito imediato, e mais notável do Plano Real, foi a aposentadoria da máquina-símbolo da inflação, a "remarcadora de preços do supermercado" presente no comércio. O consumidor de baixa renda foi o principal beneficiado.[carece de fontes?]
Durante muitos anos a correção monetária foi uma salvaguarda que permitia aos brasileiros que tinham maior poder aquisitivo defender-se parcialmente da corrosão do valor real da moeda, com aplicações bancárias de rendimento diário. A grande maioria da população, entretanto, não tinha acesso a esses mecanismos e sofria com a desvalorização diária dos recursos recebidos como salário, aposentadoria ou pensão, sendo os maiores prejudicados com a alta inflação.[carece de fontes?]
Não por acaso, após a implantação do Plano Real a taxa de consumo de itens antes "elitizados" como o iogurte explodiu nas classes C e D da população.
Segundo estudos da Fundação Getúlio Vargas - (FGV), houve entre 1993 e 1995 uma redução de 18,47% da população miserável do país fruto do sucesso do plano. Um dos melhores índices da história.[carece de fontes?]
Também se considera como efeito direto do plano a vitória do candidato do governo, Fernando Henrique (PSDB-SP), nas eleições presidenciais de 1994. O Plano Real foi o décimo terceiro plano econômico de estabilização da economia brasileira desde o início da década de 1980. Os planos anteriores obtiveram um resultado positivo nos primeiros meses de vigência, mas nenhum deles foi bem-sucedido em longo prazo. O Plano Real entrou para a história como o episódio que acabou com a hiperinflação e iniciou um novo ciclo de desenvolvimento econômico.
| Amostragem de evolução mensal da inflação antes e depois da implantação do Plano Real calculados sobre valores divulgados pelo BC | Amostragem de evolução mensal da inflação antes e depois da implantação do Plano Real calculados sobre valores divulgados pelo BC | Amostragem de evolução mensal da inflação antes e depois da implantação do Plano Real calculados sobre valores divulgados pelo BC | Amostragem de evolução mensal da inflação antes e depois da implantação do Plano Real calculados sobre valores divulgados pelo BC | Amostragem de evolução mensal da inflação antes e depois da implantação do Plano Real calculados sobre valores divulgados pelo BC | Amostragem de evolução mensal da inflação antes e depois da implantação do Plano Real calculados sobre valores divulgados pelo BC | Amostragem de evolução mensal da inflação antes e depois da implantação do Plano Real calculados sobre valores divulgados pelo BC | Amostragem de evolução mensal da inflação antes e depois da implantação do Plano Real calculados sobre valores divulgados pelo BC | Amostragem de evolução mensal da inflação antes e depois da implantação do Plano Real calculados sobre valores divulgados pelo BC | Amostragem de evolução mensal da inflação antes e depois da implantação do Plano Real calculados sobre valores divulgados pelo BC | Amostragem de evolução mensal da inflação antes e depois da implantação do Plano Real calculados sobre valores divulgados pelo BC | Amostragem de evolução mensal da inflação antes e depois da implantação do Plano Real calculados sobre valores divulgados pelo BC | Amostragem de evolução mensal da inflação antes e depois da implantação do Plano Real calculados sobre valores divulgados pelo BC | Amostragem de evolução mensal da inflação antes e depois da implantação do Plano Real calculados sobre valores divulgados pelo BC | Amostragem de evolução mensal da inflação antes e depois da implantação do Plano Real calculados sobre valores divulgados pelo BC | Amostragem de evolução mensal da inflação antes e depois da implantação do Plano Real calculados sobre valores divulgados pelo BC | Amostragem de evolução mensal da inflação antes e depois da implantação do Plano Real calculados sobre valores divulgados pelo BC | Amostragem de evolução mensal da inflação antes e depois da implantação do Plano Real calculados sobre valores divulgados pelo BC | Amostragem de evolução mensal da inflação antes e depois da implantação do Plano Real calculados sobre valores divulgados pelo BC | Amostragem de evolução mensal da inflação antes e depois da implantação do Plano Real calculados sobre valores divulgados pelo BC |
| Mai/93 | Jun/93 | Jul/93 | Ago/93 | Set/93 | Out/93 | Nov/93 | Dez/93 | Jan/94 | Fev/94 | Mar/94 | Abr/94 | Mai/94 | Jun/94 | Jul/94 | Ago/94 | Set/94 | Out/94 | Nov/94 | |
| --- | --- | --- | --- | --- | --- | --- | --- | --- | --- | --- | --- | --- | --- | --- | --- | --- | --- | --- | --- |
| 32,27% | 30,72% | 31,96% | 33,53% | 36,99% | 35,14% | 36,96% | 36,22% | 42,19% | 42,41% | 44,83% | 42,46% | 40,95% | 46,58% | 6,08% | 5,46% | 1,51% | 1,86% | 3,27% | |

### Longo prazo
Os efeitos em longo prazo esperados pelo governo à época do lançamento do Plano Real foram:
- Manutenção de baixas taxas inflacionárias e referências reais de valores;
- Aumento do poder aquisitivo das famílias brasileiras;
- Modernização do parque industrial brasileiro;
- Crescimento econômico com geração de empregos

O sucesso político de todos os planos de estabilização, e em especial o sucesso político do Piano Real, o unico de longa duração, deve ser atribuído ao restabelecimento da ordem econômica e não ao fim do "imposto inflacionário". A maioria da população apoia Estados eficazes, mesmo que autoritários ou ditatoriais. Analogamente, a população apoia o fim da inflação, independentemente dos ganhos de imposto inflacionário.— João Sayad
Aqui jaz a moeda que acumulou, de julho de 1965 a junho de 1994, uma inflação de 1,1 quatrilhão por cento. Sim, inflação de 16 dígitos, em três décadas. Ou precisamente, um IGP-DI de 1 142 332 741 811 850%. Dá para decorar? Perdemos a noção disso porque realizamos quatro reformas monetárias no período e em cada uma delas deletamos três dígitos da moeda nacional. Um descarte de 12 dígitos no período. Caso único no mundo, desde a hiperinflação alemã dos anos 1920.— Joelmir Beting
A estabilidade monetária é o fator condicionante. A prosperidade econômica é o fator condicionado.— Pedro Sampaio Malan, Ministro da Fazenda

## Desafios

### Crises econômicas
O Plano Real enfrentou três grandes crises mundiais: a Crise do México (1995), a Crise Asiática (1997-1998) e a Crise da Rússia (1998). Em todas essas ocasiões o Brasil foi afetado diretamente, pois estava em reformas e necessitava de recursos, investimentos e financiamentos estrangeiros. Grandes somas de dinheiro deixaram o Brasil em cada um desses momentos devido ao medo que os grandes investidores tinham com os mercados emergentes. Ao menor indício de crise em qualquer um desses países, uma massa de investidores corria para buscar refúgio em moedas fortes, como o dólar americano ou a libra esterlina. Outros aproveitavam esses movimentos para especular fortemente contra as moedas dos emergentes, na intenção de obter grandes lucros em curto espaço de tempo, esvaziando as reservas em moeda estrangeira dessas nações. Isso contaminava negativamente as contas de diversos países, causando um efeito cascata globalizado. Além disso, as privatizações contribuíram para esgotar os recursos do governo em reservas cambiais e contribuíram para a desvalorização da moeda.
Como essas crises deixavam o Brasil sem meios de financiar seu plano de estabilização, o governo, fragilizado, via-se obrigado a aumentar a taxa básica de juros para remunerar melhor esses capitais, numa tentativa de impedi-los de abandonar o país. O objetivo era evitar um "default", ou seja, uma quebra generalizada que empurrasse o país a uma moratória externa. A taxa de juros do Brasil chegou a 45% ao ano em março de 1999. Como consequência, houve maior endividamento público, mais cortes de gastos públicos, retração de alguns setores da economia e desemprego.[carece de fontes?]
Outras crises menores, apesar de não prejudicarem tanto o processo de controle da inflação do Brasil, que já estava consolidado, trouxeram efeitos negativos na taxa de crescimento econômico. A Crise da Argentina (2001), a Crise de 11 de setembro (2001), e a Crise do Apagão (2001) ajudaram a derrubar a taxa anualizada de crescimento do PIB pois também forçaram o aumento da taxa de juros interna. A crise do Apagão teve a causa ligada diretamente ao Plano Real, uma vez que o plano trouxe a ampliação do poder de compra da população, aumento do consumo, aumento da produção (que geram maior consumo de energia elétrica), somados ao recuo dos investimentos públicos nos setores estatais de energia (como parte do programa de estabilização econômica).[carece de fontes?]

### Oposição ao plano
Durante todo o Governo FHC, o Partido dos Trabalhadores (PT), como principal opositor ao governo, votou contra por entender que o plano traria prejuízo à classe trabalhadora. Alguns poucos artigos receberam apoio, como a previsão de destinação de recursos do FSE para o Sistema Único de Saúde, em 1994. O futuro presidente e então deputado federal Jair Bolsonaro também foi contrário ao plano.
Eu chamei o Lula e o José Dirceu para conversar na minha casa. Eles vieram, no final de 1993, em Brasília. Eu expliquei, porque sempre havia aquela dúvida se quem iria pagar o preço eram os trabalhadores. Não eram, o modelo era diferente. Não adiantou. O PT votou contra tudo.— FHC em entrevista à Folha de S.Paulo - 27 de junho de 2004

## Impacto cultural

### Representações no cinema
Em 25 de maio de 2017 estreou o filme Real - O plano por trás da história, do diretor Rodrigo Bittencourt, cuja história narra os eventos e bastidores em torno do Plano Real. O roteiro é baseado no livro "3 000 dias no bunker" de Guilherme Fiuza e o filme tem como protagonista o economista Gustavo Franco, então integrante da equipe econômica responsável pelo Plano Real, sendo interpretado pelo ator Emílio Orciollo Neto. O elenco do longa também conta com os atores Bemvindo Sequeira (como Itamar Franco), Norival Rizzo (como Fernando Henrique Cardoso), Tato Gabus Mendes (como Pedro Malan) e a atriz Paolla Oliveira, entre outros.